# 唐功红
唐功红（1979年3月5日—）是中国女子举重运动员，中国山东烟台福山区东陌堂人。
1994年1月在山东威海训练基地开始举重训练，教练滕庆；1998年入选国家集训队，教练滕庆。2004年8月21日，在第28届夏季奥林匹克运动会获女子举重75公斤以上级比赛中，唐功红抓举成绩落后第一名韩国选手张美兰7.5公斤。其后的挺举比赛中，张美兰举起了172.5公斤。被拉开差距的唐功红，在最后一次试举中举起了破纪录的182.5公斤，一举反超成为冠军，其总成绩为305公斤，并打破挺举、总成绩世界纪录。由于伤病困扰，唐功红错过了2008年北京奥运会，其后于2009年退役。2010年，她被山东省体育局提拔为副处级的威海训练基地副主任。2011年3月，唐功红被任命为山东手球队的领队。

## 主要成绩
- 2001年第9届全运会+75公斤级总成绩冠军
- 2002年釜山亚运会+75公斤级总成绩冠军
- 2002年世界女子举重锦标赛+75公斤挺举／总成绩亚军／第三
- 2003年／2004 亚洲举重锦标赛+75公斤级抓举／挺举／总成绩冠军
- 2003年／2004 雅典奥运会+75公斤级金牌

## 主要纪录
- 2001年九运会五破全国纪录，312.5公斤
- 2002年亚运会+75公斤级挺举世界纪录，165.5/167.5公斤
- 2003年亚锦赛+75公斤级挺举世界纪录，168公斤
- 2004年亚锦赛+75公斤级挺举／总成绩两项世界纪录，178/302.5公斤
- 2004年雅典奥运会+75公斤级挺举／总成绩两项世界纪录，182.5/305公斤